# Vovkiv, Peremîșleanî
Vovkiv (în ucraineană Вовків) este localitatea de reședință a comunei Vovkiv din raionul Peremîșleanî, regiunea Liov, Ucraina.

## Demografie
Componența lingvistică a localității Vovkiv
     Ucraineană (100%)
Conform recensământului din 2001, toată populația localității Vovkiv era vorbitoare de ucraineană (100%).